# Nothing (película)
Nothing es una película dirigida por Vincenzo Natali y protagonizada por David Hewlett y Andrew Miller. La película nunca ha sido distribuida en España, a pesar de que sí que ha sido estrenada en algunos países de Latinoamérica.

## Argumento
David y Andrew son dos amigos que viven juntos en la ciudad de Toronto. Residen en una casa que está ubicada justo en la mediana de una autovía. La vida de ambos se ve marcada por la frustración cuando David pierde su trabajo y debe hacer frente a una demanda por malversación de fondos propugnada por su empresa. Después de esto, descubre que la culpable de la demanda es su pareja sentimental, que huye y abandona a David. Justo cuando Andrew y David deciden escapar de sus frustraciones tratando de vender su casa, se les informa que la casa va a ser demolida por estar demasiado cerca de la autovía. No obstante, cuando ambos se ven en el límite de sus posibilidades, todo desaparece y ellos se quedan solos en mitad de la nada.
- Datos: Q2662206